# Yoon So-hee
Yoon So-hee (hangul: 윤소희; nascida em 7 de maio de 1993) é uma atriz sul-coreana.

## Infância e educação
Yoon nasceu em Stuttgart, Alemanha, em 7 de maio de 1993, e viveu lá por seis anos antes de retornar a Seul. Em 2011, ela se matriculou em Engenharia Química e Biomolecular no Instituto Avançado de Ciência e Tecnologia da Coreia (KAIST), uma das prestigiosas universidades de ciência e pesquisa da Coreia do Sul; ela estava de licença até 2021. Mais tarde, ela voltou a estudar. Ela se formou na KAIST em 2023.

## Carreira
Yoon foi apresentada pela primeira vez no Hit the S Style, um programa de variedades que destaca ícones do estilo universitário e que foi ao ar na tvN. Ela então apareceu no vídeo do intervalo no Super Show 5, uma turnê do Super Junior, seguido por uma participação especial sem créditos no videoclipe de "Why So Serious?" do SHINee.
Em 2013, ela estrelou videoclipes do EXO no EXO Music Video Drama (nas versões em coreano e mandarim). Depois, Yoon fez sua estreia como atriz no drama de época The Blade and Petal. Desde então, ela foi escalada para papéis cada vez maiores em dramas de televisão como Let's Eat (2013) e Secret Door (2014), onde atuou como a versão mais velha do personagem de Kim Yoo-jung.
Yoon teve sua estreia no cinema no filme de romance Salut d'Amour (2015) como a versão mais jovem do personagem de Youn Yuh-jung, seguido por um papel coadjuvante no filme sul-coreano-chinês Life Risking Romance (2016). Em 2016, ela teve seu primeiro papel principal no minidrama da KBS The Day After We Broke Up ao lado de Kim Myung-soo.
Yoon ganhou maior reconhecimento após seu papel coadjuvante no sageuk The Emperor: Owner of the Mask. Em 2018, Yoon interpretou seu primeiro papel principal na comédia romântica dramática Witch's Love.
Em outubro de 2022, Yoon assinou com a nova agência Saram Entertainment.

## Filmografia

### Cinema
| Ano  | Título                     | Papel             | Notas         |
| ---- | -------------------------- | ----------------- | ------------- |
| 2015 | Salut d'Amour              | young Im Geum-nim |               |
| 2016 | Life Risking Romance       | Jung Yoo-mi       |               |
| ASA  | Get Rich                   |                   | [ 17 ] [ 18 ] |
| ASA  | Late Night Washing Machine | Kim Jin-seo       | [ 19 ]        |

### Séries de televisão
| Ano  | Título                                | Papel                      | Notas        | Ref.   |
| ---- | ------------------------------------- | -------------------------- | ------------ | ------ |
| 2013 | The Blade and Petal                   | Nang-ga                    |              |        |
| 2013 | Drama Festival: "Surviving in Africa" | Yoon Na-ra                 |              | [ 20 ] |
| 2013 | Let's Eat                             | Yoon Jin-yi                |              |        |
| 2014 | Love in Memory 2: "Dad's Notes"       | Soo-jung                   | Mobile drama | [ 21 ] |
| 2014 | 12 Years Promise                      | young Jang Gook            |              | [ 22 ] |
| 2014 | Big Man                               | So Hye-ra                  |              | [ 23 ] |
| 2014 | Marriage, Not Dating                  | Nam Hyun-hee               |              | [ 24 ] |
| 2014 | Secret Door                           | Seo Ji-dam/Park Bingae     | Ep. 14–24    | [ 25 ] |
| 2015 | This Is My Love                       | 23-year-old Ji Eun-dong    |              | [ 26 ] |
| 2016 | Memory                                | Bong Sun-hwa               |              | [ 27 ] |
| 2016 | One More Time                         | Moon Da-in                 |              | [ 28 ] |
| 2017 | Queen of the Ring                     | Kang Mi-joo                |              | [ 29 ] |
| 2017 | The Emperor: Owner of the Mask        | Kim Hwa-gun                |              | [ 30 ] |
| 2017 | Because This Is My First Life         | Herself                    | Cameo Ep. 1  | [ 31 ] |
| 2017 | Meloholic                             | Herself                    | Cameo        | [ 32 ] |
| 2018 | Witch's Love                          | Kang Cho-hong              |              | [ 33 ] |
| 2020 | The Spies Who Loved Me                | Sophie Ahn                 | Cameo        | [ 34 ] |
| 2022 | Ghost Doctor                          | Im Bo-mi                   |              | [ 35 ] |
| 2023 | Heartbeat                             | Yoon Hae-seon / Na Hae-won |              | [ 36 ] |

### Programas de televisão
| Ano  | Título                                | Papel            | Notas       | Ref.   |
| ---- | ------------------------------------- | ---------------- | ----------- | ------ |
| 2016 | After the Play Ends                   | Membro do elenco | Eps. 1–8    |        |
| 2018 | Friendly Driver                       | Membro do elenco |             | [ 37 ] |
| 2018 | A Coveted Cruise                      | Membro do elenco |             | [ 38 ] |
| 2019 | Nowadays Bookstore: I will read books | Membro do elenco |             |        |
| 2021 | Why Is Classical                      | Apresentadora    | Temporada 2 | [ 39 ] |
| 2025 | Debeulseu peullaen                    | Participante     | Temporada 2 |        |

### Videoclipes
| Ano  | Canção            | Artista | Notas                      |
| ---- | ----------------- | ------- | -------------------------- |
| 2013 | "Why So Serious?" | SHINee  |                            |
| 2013 | "Wolf"            | EXO     | para MAMA 2013, Drama Ver. |
| 2013 | "Growl"           | EXO     | para MAMA 2013, Drama Ver. |